# Race Imboden
Race Imboden (Tampa, 17 aprile 1993) è uno schermidore statunitense, specializzato nel fioretto.

## Biografia
Ha vinto la medaglia d'oro nel fioretto individuale ai Campionati panamericani del 2012.
Nel 2012 ha partecipato ai Giochi della XXX Olimpiade di Londra, nel fioretto individuale, qualificandosi per gli ottavi di finale, dove è stato battuto da Andrea Baldini mentre ai Giochi della XXXI Olimpiade di Rio de Janeiro ha vinto il bronzo nel fioretto a squadre proprio battendo la squadra italiana.
Dopo aver vinto la medaglia d'oro nel fioretto a squadre ai Giochi panamericani di Lima 2019 si è inginocchiato in segno di protesta, durante la premiazione, mentre era sul gradino più alto del podio, spiegando successivamente sui social network di averlo fatto per protestare contro il razzismo, il maltrattamento dei migranti, la mancanza di leggi che limitino la vendita e l’uso delle armi, e contro il presidente statunitense Donald Trump, "che diffonde odio".

## Palmares
- Olimpiadi

Rio de Janeiro 2016: bronzo nel fioretto a squadre.
Tokyo 2021: bronzo nel fioretto a squadre
- Mondiali

Budapest 2013: argento nel fioretto a squadre.
Lipsia 2017: argento nel fioretto a squadre.
Wuxi 2018: argento nel fioretto a squadre.
Budapest 2019: oro nel fioretto a squadre.
- Giochi panamericani

Lima 2019: oro nel fioretto a squadre; bronzo nel fioretto individuale.
- Campionati panamericani

Reno 2011: oro nel fioretto individuale e nel fioretto a squadre.
Cancún 2012: oro nel fioretto individuale e nel fioretto a squadre.
Cartagena 2013: oro nel fioretto a squadre e argento nel fioretto a squadre.
San José 2014: oro nel fioretto a squadre.
Santiago 2015: oro nel fioretto individuale e nel fioretto a squadre.
Panama 2016: oro nel fioretto a squadre e bronzo nel fioretto a squadre.
Montreal 2017: oro nel fioretto individuale e nel fioretto a squadre.
L'Havana 2018: oro nel fioretto individuale.
Toronto 2019: oro nel fioretto individuale e nel fioretto a squadre.